# لؤلؤيات
اللؤلؤيات أو فصيلة مارجاروديدي (الاسم العلمي: Margarodidae)، هي فصيلة حشرات من الحشرات القشرية، تتألف الفصيلة من عشرة أجناس.